# MBNL2
La proteína tipo Muscleblind 2 es una proteína que en los seres humanos está codificada por el gen MBNL2.
Este gen codifica una proteína de dedo de zinc de tipo C3H, que es similar a la proteína B muscleblind de Drosophila melanogaster. Drosophila muscleblind es un gen necesario para la diferenciación de fotorreceptores. Se han descrito varias variantes de transcripciones empalmadas alternativamente, pero se ha determinado la naturaleza completa de solo algunas.